# اینترنت در مناطق روستایی
اینترنت روستایی (به انگلیسی:Rural Internet) ویژگی‌های خدمات اینترنتی را در مناطق روستایی (که به آن در انگلیسی آمریکایی «the country» یا «countryside» نیز می‌گویند)، که مکان‌های مستقر در خارج از شهرک‌ها و شهرها هستند، توصیف می‌کند. افراد زیادی در روستاها، دهکده‌ها، در مزارع و دیگر خانه‌های منزوی زندگی می‌کنند. کوه‌ها و دیگر ناهمواری‌های زمین می‌توانند دسترسی روستاییان به اینترنت را مختل کنند.
خدمات اینترنت در بسیاری از مناطق روستایی از طریق بسامد صوت و توسط مودم 56k ارائه می‌شود. در ایالات متحده، خطوط تلفنی بی کیفیت، که بسیاری از آنها آخرین بار بین دهه ۱۹۳۰ و ۱۹۶۰ میلادی نصب شده یا ارتقا یافته‌اند، اغلب سرعت شبکه را به نرخ بیت ۲۶ کیلوبیت بر ثانیه یا کمتر محدود می‌کنند. از آنجایی که بسیاری از این خطوط به مشتریان نسبتاً کمی خدمات رسانی می‌کنند، تعمیر و نگهداری و سرعت تعمیر این خطوط توسط شرکت‌های مخابراتی کاهش یافته و ارتقای آنها برای نیازهای کیفی مدرن بعید است. این پدیده منجر به شکاف دیجیتالی شود.
خدمات اینترنت بی‌سیم پرسرعت در مناطق روستایی به‌طور فزاینده ای در حال رایج شدن است. ارائه دهندگان خدمات اینترنتی را از طریق فرکانس رادیویی و از طریق آنتن‌های مجهز به رادیو ویژه خدمات خود را ارائه می‌دهند.
روش‌های دسترسی به اینترنت باندپهن در مناطق روستایی عبارتند از:
- اینترنت موبایل (باندپهن در صورت HSPA یا بالاتر)
- شبکه‌های دسترسی ترکیبی
- اینترنت خط برق
- اینترنت بی‌سیم زمینی
- اینترنت ماهواره ای
- تقویت‌کننده حلقه خط اشتراک دیجیتال نامتقارن ADSL
- اینترنت اشیا
- اینترنت فضای سفید[۱]

## شکاف دیجیتالی
تحقیقات در موضوع شکاف دیجیتالی از درک افرادی که به اینترنت دسترسی دارند یا ندارند به تجزیه و تحلیل کیفیت دسترسی به اینترنت تغییر کرده‌است. انصراف از فعالیت اینترنتی دیگر یک انتخاب برای بازار و خدمات وفق داده شده فقط برای مشتریان اینترنتی، بانکداری آنلاین و آموزش آنلاین نیست و دسترسی به اینترنت به یک نیاز فزاینده در جوامع روستایی با زیرساخت‌های ناکافی تبدیل شده‌است.

## پیوندهای بیرونی
- “Rural Telecommunications Briefing Room.” (۹ فوریه ۲۰۰۶). Economic Research Service. Retrieved December 30, 2008.
- “Telecommunications Resources.” (۲۲ اوت ۲۰۰۸). National Agricultural Library. Rural Information Center. Retrieved December 30, 2008.
- “Rural High-Speed Internet Ontario.” (۲۱ ژوئن ۲۰۱۹). Rural Internet Provider in Southwestern Ontario